# André Dewavrin

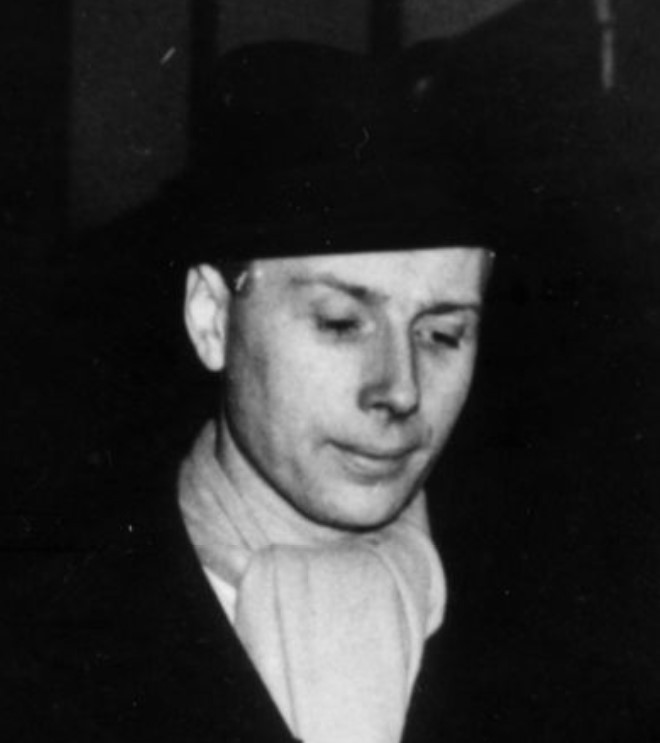
André Dewavrin (um 1946)

André Dewavrin (* 9. Juni 1911 in Paris; † 20. Dezember 1998 in Neuilly-sur-Seine) war ein französischer Offizier, der den Militärgeheimdienst Bureau Central de Renseignements et d’Action (BCRA) der Freien Französischen Streitkräfte aufbaute.
Dewavrin besuchte als Sohn eines Industriellen nach der Schule das Lycée Louis-le-Grand in Paris und die École polytechnique, die er zwischen 1932 und 1934 als Ingenieur beendete. Danach schloss er ein Studium der Rechtswissenschaft ab und trat in die Armee als Leutnant in das 4. Pionierregiment in Grenoble ein, wo er 1938/39 als Dozent in der Militärakademie Saint-Cyr unterrichtete. Dewavrin war wie Marie-Pierre Kœnig an dem französisch-britischen Versuch einer Norwegenoperation in Narvik 1940 beteiligt, von wo er unter General Antoine Béthouart am 17. Juni 1940 nach Brest zurückkehrte und sich gemeinsam mit seiner Division den Freien Franzosen unter General Charles de Gaulle in England anschloss.
Befördert in den Rang eines Majors wurde Dewavrin mit dem Aufbau eines eigenen französischen Militärgeheimdienstes beauftragt, der anfangs Bureau Central de Renseignement et d'Action Militaire (BCRAM) genannt wurde. Es wurde ohne Agenten und ohne Kommunikationsmittel gegründet. Dewavrin baute mit André Manuel vom Service de Reseignement (SR) daraus schnell eine Organisation auf, die aus
- einer Sektion action militaire (AM) bestand und zukünftige Agenten auf Landeoperationen und Fallschirmabsprünge vorbereitete,
- einer Sektion documentation militaire, die die Aufgabe hatte, alle militärisch relevanten Informationen der SR zu sammeln und zu sichten, um daraus Informationen für die eigenen Militärplanungen (grün, blau, violett) zu gewinnen,
- einer Sektion non-militaire, die die verschiedenen politischen Fragen bearbeiten und die provisorische Regierung in innenpolitischen Fragen beraten sollte und
- einer Sektion Spionageabwehr.

Unter dem Kampfnamen Colonel Passy organisierte er, unterstützt vom Special Operations Executive (SOE), die Résistance in Frankreich. In dieser Eigenschaft sammelte er die Informationen der Résistance, reiste selbst auf geheimen Pfaden nach Frankreich, um mit Agenten der Résistance zu sprechen und plante die Operationen und Sabotageakte von 350 Agenten, die über Frankreich mit dem Fallschirm absprangen.
Dewavrin und sein Stellvertreter Pierre Brossolette sprangen per Fallschirm am 23. Februar 1943 über Frankreich ab, um an den Beratungen mit Jean Moulin teilzunehmen, die im Mai 1943 zum Aufbau des „Widerstandsparlaments“ Conseil National de la Résistance CNR führte.
Im Juni 1943 wurde der BCRA mit den Resten des Deuxième Bureau der Vichy-Armee von General Henri Giraud zur Direction Générale des Services Spéciaux (DGSS) verschmolzen, die Jacques Soustelle unterstellt war. In den folgenden sechs Monaten arbeitete Dewavrin als Soustelles technischer Berater in Algier. Danach verließ Dewavrin die DGSS und schloss sich im Februar 1944 General Marie-Pierre Kœnig, dem Kommandeur der Forces françaises de l’intérieur (FFI) und Force Français en Angleterre an, dessen Stabschef er nach der Landung der Alliierten in der Normandie wurde. Im Oktober 1944 wurde er zurück an die Spitze der DGSS berufen. Nun tatsächlich im Range eines Obersts wurde er von de Gaulle mit zahlreichen Sonderaufträgen nach Amerika, Indien, die Republik China und Indochina entsandt.
Dewavrin wurde Chef des Geheimdienstes der Provisorischen Regierung von de Gaulle. Einen Monat nach de Gaulles Rücktritt als Regierungschef im Januar 1946 trat auch Dewavrin von seinem Amt als Direktor des SDECE zurück. Kurz darauf, unter de Gaulles Nachfolger Félix Gouin, wurde er beschuldigt, Gelder, die für die Résistance bestimmt waren, für eigene Zwecke veruntreut zu haben (die „Affaire Passy“). Er war vier Monate in Vincennes in Haft, bevor die Beschuldigungen mangels Beweisen fallengelassen wurden. Der britische Historiker Antony Beevor vermutet, dass Dewavrin versucht haben könnte, Gelder zurückzulegen für den Fall eines kommunistischen Putschversuchs.
1947, 1948 und 1951 veröffentlichte Dewavrin seine Memoiren, wurde 1953 zum technischen Berater der Banque Worms, und zwischen 1963 und 1972 war er Generaldirektor Europa der amerikanischen Textilunternehmensgruppe D.H.J. Zwischen 1967 und 1976 war er außerdem Vorstandsvorsitzender der Firma Japy.
Von 1981 bis 1991 gehörte er dem Conseil de l'Ordre der Ehrenlegion an, dem Leitungsgremium des Ordens. Mit Dekret vom 31. Dezember 1994 wurde ihm das Großkreuz der Ehrenlegion verliehen.
André Dewavrin war in erster Ehe mit Jeanne Gascheau verheiratet; ihr gemeinsamer Sohn ist Daniel Dewavrin (* 24. Juni 1936). Die Ehe wurde im Januar 1946 geschieden; im März darauf heiratete Dewavrin Paquerette Guinoiseau, die Witwe des Komponisten und Autors Jean Féline.